# Mary McElroy
Mary Arthur McElroy (ur. 5 lipca 1841 w Greenwich, Nowy Jork, zm. 8 stycznia 1917 w Albany, Nowy Jork) – była Amerykanką znaną jako siostra 21. prezydenta Stanów Zjednoczonych, Chestera A. Arthura, dla którego pełniła funkcję gospodyni (pełniąc funkcję pierwszej damy) w jego administracji (1881–1885). Przyjęła tę rolę, ponieważ żona Arthura, Ellen, zmarła prawie dwa lata wcześniej.

## Życiorys
Mary Arthur urodziła się w Greenwich, Nowy Jork , jako ostatnie z dziewięciorga dzieci Williama i Malviny S. Arthur. Matka Arthur, Malvina Stone, urodziła się w Vermont, jako córka George'a Washingtona Stone'a i Judith Stevens. Rodzina Malviny była głównie pochodzenia angielskiego i walijskiego, a jej dziadek, Uriah Stone, walczył w Armii Kontynentalnej podczas amerykańskiej rewolucji. Jej ojciec, William Arthur, urodził się w Dreen, Cullybackey, hrabstwo Antrim, Irlandia; ukończył college w Belfaście i wyemigrował do Kanady w 1819 lub 1820 roku. Jej matka poznała ojca, gdy William Arthur uczył w szkole w Dunham, Quebec, tuż za granicą z jej rodzinnym Vermont. 
McElroy uczęszczała do Emma Willard School Seminary w Troy w stanie Nowy Jork, zamierzając zostać nauczycielką. Szkoła ta oferowała wykształcenie równoważne temu, jakie można znaleźć w szkołach męskich; kształcono ją w zakresie historii, geografii, nauk ścisłych i języka francuskiego. W pewnym momencie McElroy uczyła w prywatnej szkole w hrabstwie Edgecombe w Karolinie Północnej. Niewiele więcej wiadomo o jej karierze przed pracą w Białym Domu.

## Pełniąca obowiązki Pierwszej Damy Stanów Zjednoczonych
Jej brat Chester został wybrany wiceprezydentem w 1880 roku i został prezydentem po śmierci prezydenta Jamesa A. Garfielda w 1881 roku. W styczniu 1883 roku prezydent Arthur poprosił ją o stanowisko gospodyni Białego Domu. Ponieważ Arthur był wdowcem, w pierwszym roku jego prezydentury w Białym Domu nie było pierwszej damy. Jej bliska relacja z córką Arthura potwierdziła jego decyzję o wyborze jej na gospodynię Białego Domu. McElroy przyjęła stanowisko, choć spotkała się z pewnymi oporami, ponieważ była z natury nieśmiałą osobą i wymagałoby to od niej opuszczenia rodziny w Albany. McElroy szybko nauczyła się obowiązków gospodyni Białego Domu i opisała siebie na początku jako „zupełnie niezaznajomioną ze zwyczajami i formalnościami”.
McElroy rozpoczęła swoją rolę jako pełniąca obowiązki pierwszej damy 24 stycznia, kiedy wzięła udział w kolacji korpusu dyplomatycznego. McElroy po raz pierwszy zorganizowała własne przyjęcie 27 stycznia i organizowała kolejne w soboty. Ponieważ naród opłakiwał prezydenta Garfielda, życie towarzyskie Waszyngtona nie było tak aktywne, jak mogłoby być.  Kiedy zimowy sezon towarzyski zakończył się w marcu, zorganizowano na jej cześć kolację pożegnalną, po czym powróciła do Albany. McElroy wróciła do Białego Domu 1 stycznia 1884 r., aby pomóc w obchodach Nowego Roku. Następnie McElroy zerwała z tradycją zawieszania wydarzeń towarzyskich na czas Wielkiego Postu i wiosną organizowała cotygodniowe przyjęcia w formie domów otwartych, podczas których do każdego pokoju przydzielano gospodynię, a kulminacją był wystawny lunch w kwaterach rodzinnych. McElroy ustanowiła również tradycję serwowania herbaty po przyjęciach w Białym Domu.
Arthur nigdy nie dał McElroy oficjalnego uznania jako pierwszej damy z szacunku dla swojej zmarłej żony. Mimo to okazała się popularną i kompetentną gospodynią. Przyszłe Pierwsze Damy korzystały z procedur funkcji społecznych, które ona i jej brat opracowali przez dziesięciolecia. Jej obowiązki zazwyczaj obejmowały organizowanie bardziej formalnych wydarzeń, ponieważ Arthur sam organizował nieformalne kolacje, jeśli rodziny nie były obecne. McElroy była znana ze swojej gościnności podczas przyjmowania gości, stosując bardziej osobisty styl w kontaktach z gośćmi. Jej najstarsza córka May i córka Arthura, Nell, często pomagały w tych obowiązkach; obecność dzieci „niwelowała jakąkolwiek sztywność”, gdy pracowała. Dekorując Biały Dom, często włączała światło gazowe i intensywne wykorzystanie roślin.
McElroy przewodniczyła wielu wydarzeniom i uhonorowała byłe Pierwsze Damy Julię Tyler i Harriet Lane, prosząc je o pomoc w przyjmowaniu gości w Białym Domu. McElroy zorganizowała również prywatny lunch dla byłej Pierwszej Damy Julii Grant. Ponieważ McElroy nie była żoną prezydenta, miała większą swobodę w kwestii zwyczajów społecznych i uczestniczyła w wydarzeniach towarzyskich w domach innych niż Biały Dom. McElroy odmówiła również podejmowania jakichkolwiek działań charytatywnych, jak zrobiło to wiele pierwszych dam. Jednak McElroy zachowała kilka korzyści wynikających ze swojego statusu gospodyni Białego Domu, w tym korzystanie z loży prezydenckiej w teatrze, transport na okrętach marynarki wojennej USA i dostęp do rezydencji prezydenta.  Podczas pełnienia funkcji gospodyni Białego Domu zwolennicy ruchu abstynenckiego kontaktowali się z nią w celu wyegzekwowania zakazu spożywania alkoholu w Białym Domu, ale McElroy odmówiła podjęcia takich działań.
Jej ostatnie przyjęcie odbyło się 28 lutego 1885 roku, tydzień przed końcem administracji Arthura: wzięło w nim udział 3000 osób (w tym Adolphus Greely ), a pomagało jej 48 córek urzędników i elity towarzyskiej. W okresie przejściowym prezydenta McElroy zaprzyjaźniła się ze swoją następczynią Rose Cleveland, która również była siostrą niezamężnego prezydenta. Łączyło je także rodzinne miasto Albany. W ostatnim dniu swojej pracy jako gospodyni Białego Domu McElroy zorganizowała lunch dla Cleveland.

## Życie prywatne
13 czerwca 1861 roku poślubiła Johna Edwarda McElroya (1833–1915), syna Williama McElroya i Jane Mullen. John McElroy był pastorem i sprzedawcą ubezpieczeń, który był prezesem Albany Insurance Company. Mieszkali w Albany w stanie Nowy Jork i mieli czworo dzieci: May (ur. 1862), Williama (1864–1892), Jessie (1867–1934) i Charlesa (1873–1947). Pomagała także w wychowywaniu dzieci swojego brata Chestera A. Arthura, gdy jego żona Ellen Arthur zmarła w 1880 roku. Była blisko związana z córką Arthura, Nellie, i zachęcała ją do zajmowania się muzyką na cześć matki.

## Późniejsze życie i śmierć
Kiedy McElroy opuściła Biały Dom, McElroy mieszkała z nim w Waszyngtonie przez kilka tygodni. Zanim McElroy wyjechała, by wrócić do Albany, senator George H. Pendleton i jego żona zorganizowali na jej cześć przyjęcie pożegnalne. W 1886 roku McElroy udała się do Irlandii , by spotkać się z rodziną i pomóc zachować rodzinną posiadłość jako miejsce historyczne.  W lutym 1886 roku Arthur ciężko zachorował, a McElroy opuściła Albany, by być z nim.  Po jego śmierci, która nastąpiła później w tym samym roku, McElroy zorganizowała jego pogrzeb i została prawnym opiekunem jego córki.  McElroy wzięła również odpowiedzialność za jego spuściznę, organizując jego dokumenty prezydenckie i odsłaniając jego pomnik na Madison Square. W 1889 roku Pierwsza Dama Frances Cleveland zaprosiła McElroy na lunch w Białym Domu jako gościa honorowego. McElroy i jej mąż popierali prawa obywatelskie Afroamerykanów i w czerwcu 1900 roku gościli w swoim domu w Albany Bookera T. Washingtona. McElroy sprzeciwiała się ruchowi sufrażystek i była członkinią stowarzyszenia Albany Association Opposed to Women's Suffrage. McElroy zmarła 8 stycznia 1917 roku w wieku 75 lat w Albany i została pochowana na cmentarzu wiejskim w Albany.

## Dziedzictwo
McElroy nie była przedmiotem znaczących badań historycznych. Wynika to częściowo z jej ograniczonego czasu jako gospodyni Białego Domu, a częściowo z relatywnie niewielkiego zainteresowania naukowego prezydenturą jej brata. Historycy chwalą ją za szybką adaptację do życia w Białym Domu i talent gospodyni.

W 1982 r. Siena College Research Institute poprosił historyków o ocenę amerykańskich pierwszych dam; wśród nich znalazła się McElroy i kilka innych „pełniących obowiązki” pierwszych dam. Badanie pierwszych dam, które jest przeprowadzane okresowo od tego czasu, klasyfikuje pierwsze damy według skumulowanej punktacji niezależnych kryteriów ich pochodzenia, wartości dla kraju, inteligencji, odwagi, osiągnięć, uczciwości, przywództwa, bycia swoją własną kobietą, wizerunku publicznego i wartości dla prezydenta. W badaniu z 1982 r. spośród 42 pierwszych dam i „pełniących obowiązki” pierwszych dam McElroy była 25. najbardziej cenioną wśród historyków. Pełniące obowiązki pierwsze damy, takie jak McElroy, zostały wykluczone z kolejnych iteracji tego badania.